# Дневен патрул
„Дневен патрул“ (на руски: Дневной дозор) е фантастичен роман на руския писател Сергей Лукяненко (в съавторство с Владимир Василев). Това е втората книга от тетралогията след „Нощен патрул“ и преди „Сумрачен патрул“ и „Последен патрул“.
Необходимо е да се отбележи, че руският филм на Тимур Бекмамбетов, озаглавен „Дневной дозор“ („Дневен патрул“, но „Дневна стража“ в българския превод), няма нищо общо с този роман, а е по-скоро адаптация на части от първата книга „Нощен патрул“.
Както и в „Нощен патрул“, тази книга е разделена на 3 части:
- Вход за външни лица – разрешен
- Чужд за различните
- Различна сила

## Резюме

### Вход за външни лица – разрешен
Из улиците на Москва се разхождат Различните, неразличими от останалото население. Притежаващи свръхестествени сили и способни да влизат в Сумрака, сенчест свят, който съществува паралелно на нашия, всеки се е заклел във вярност към Тъмните (Дневната стража) или Светлите (нощната стража).
В „Дневен патрул“, втората книга от тетралогията, Алиса – млада и красива тъмна Различна напуска къщата си с намерение да се срещне с другарите си в Нощната стража. Екипът е на мисия да задържи неиницииран Различен, практикувайки тъмно вещерство, който се е изплъзвал на бюрото, отговорно за намирането и инициализирането на нелицензирани различни, практикуващи магия. Изглежда като рутинна операция. Но когато пристигат, Нощната стража вече е извършила арест. Провежда се жестока битка, в която Алиса едва не умира. С източени сили, тя е пратена да се възстанови в младежки лагер край Черно море. Там тя среща Игор, химията между тях се проявява мигновено и е неустоима, и Алиса открива, че е влюбена. Но тогава идва разтърсващото откритие: Игор е Светъл маг. Алиса си спомня, че той е един от участвалите в битката, която я осакатява. Знаейки истината един за друг, идеята, че между тях може да има нещо става абсурдна. Сега за тях няма друга алтернатива, освен магически дуел – битка, която никой от тях не иска да спечели...

### Чужд за различните
От европейското бюро на Инквизицията е откраднат „Нокътят на Фафнер“ – артефакт с огромна сила, който е в пиковия си тъмен период и ще достигне максимална мощност в Москва. Виновни са „Братството на Фафнер“ – секта тъмни магове, незачитащи Договора и чиято крайна цел е да ревъплатят Сумрачният Дракон – Фафнер – Тъмен Маг извън категорията.
Междувременно Виталий Рогоза се опомня насред влака – Не знае кой е той, нито защо куфарчето му е натъпкано с пари, нито защо отпъди върколака в парка с думите: „Да не искаш да се обадя на Нощния Патрул? Само това остана – различни да нападат различни.“ Кои са тези различни и защо каза това? От Украйна пристига в Москва тъмния маг Виталий Рогоза – слаб тъмен маг, който впоследствие се оказва огледало – рожба на Сумрака, чиято сила се изкачва в зависимост силата на противника, с когото се бие. Огледалото се появява, когато някой патрул рязко придобие надмощие над другия – В случая това става, когато Хесер прекалено бързо издига нивото на Светлана. Мисията на огледалото е да изравни силите, което означава да бъде елиминирана Светлана...

### Различна сила
Тъмният маг Едгар е изпратен в Прага, където е преместено Европейското бюро на Инквизицията, за да защитава маговете от Братството на Регин, които са хванати от Хесер, когато пристигат в Москва с откраднатия от тях могъщ артефакт „Нокътя на Фафнер“. Те трябва да бъдат изправени пред трибунала на Инквизицията и се очаква, че ще бъдат развъплътени. Там ще бъде разгледано и делото, заведено от Нощния патрул, по повод убийството на вещицата Алиса от светлия маг Игор и загиналия в същия инцидент не-различен Макар. Нощният патрул обвинява Дневния патрул, че смъртта на Алиса е провокация измислена от Завулон и изпращат Антон Городецки като обвинител и защитник на Игор.
Докато е в Прага, Едгар посещава библиотека по некромантия и разбира, че събитията отпреди няколко месеца – убийството на Алиса, събирането на четирима Тъмни сектанти с различен цвят на кожата (четирите конника на Апокалипсиса), поръчаните от Завулон две картини и неговото собствено присъствие в Прага са внимателно замислени от шефа на московския Дневен патрул и имат една цел – ре-въплътяването от Сумрака на Фафнер – Сумрачния Дракон. И Различният, който е подходящ за „разменна монета“ е именно той – Едгар. Той уведомява Инквизицията за плановете на Завулон и от страх става техен член.

## Герои

### Светли
- Антон Городецки – главният герой и разказвач – светъл маг от второ равнище, който вече е оперативен работник. С напредването на сюжета той разкрива циничността на светлината и мрака и тяхната относителност.
- Борис Игнатиевич (Хесер) – ръководител на московския Нощен патрул, маг извън категорията. Той държи на своите подчинени, но не се притеснява да ги излага на опасност, за да осъществят целите на светлината
- Светлана – висша вълшебница, която ще роди Мисията на светлите – най-силната различна. Тя се разделя за кратко с Антон, но го обича много и е много се грижи и притеснява за него.
- Олга – висша светла вълшебница, приятелка и любовница на Хесер, възстановена като висша и освободена от наказанието си.
- Семьон – светъл маг от второ равнище. Циничен, с огромен опит, който му позволява да чете мислите на хората без да ползва магия.
- Тигърче – Тясно специализиран Боен маг, трансформиращ се в Тигър. Добър оперативен работник, но позволява на емоциите и да вземат връх и бива убита от Огледалото при самозащита.
- Мечок – тясно специализиран боен маг, трансформиращ се в Мечка. Приятел на Тигърчето, не говорещ почти с никого.
- Игнат – Плейбоят на нощния патрул – много красив, способен да вкара в леглото си всяка жена.
- Гарик – срамежлив светъл маг
- Игор – светъл маг от средно ниво. Идеалист. Единственият способен да обучи мисията на хората – дъщерята на Светлана.

### Тъмни
- Завулон – ръководител на Дневния Патрул на Москва, тъмен маг извън категорията. Не се стеснява да жертва подчинени в името на интересите на тъмнината.
- Алиса – вещица средно ниво, влюбена в Завулон и използвана от него за отстраняването на Игор. Убита е от Игор след като и двамата разбират в кого са се влюбили.
- Едгар – тъмен маг трето равнище, заместник на Завулон като ръководител на Дневния Патрул. Силен маг, на когото му писват интригите в дневния патрул, последната от които заплашва неговия живот и решава да се присъедини към инквизицията.

### Неприсъединени
- Максим – инквизитор.
- Виталий – огледалото, чиято цел е да възстанови Баланса на силите.
- Витезслав Грубин – инквизитор, висш Вампир и най-силният „жив“ (доколкото един вампир може да бъде жив) вампир.

| Предишна:    | Поредица:    | Следваща:       |
| ------------ | ------------ | --------------- |
| Нощен патрул | Нощен патрул | Сумрачен патрул |